# Az American Airlines 191-es járatának katasztrófája
Az American Airlines 191-es járatának katasztrófája az American Airlines menetrend szerint chicagói O’Hare nemzetközi repülőtérről a Los Angeles-i nemzetközi repülőtérre érkező járatával történt 1979. május 25-én, amikor az N110AA lajstromjelű DC–10–10 a kifutás során bal oldali hajtóművét elvesztve, közvetlenül a felszállást követően balra átfordulva lezuhant. A repülőgépen tartózkodó mind a 258 utas és 13 fős személyzet életét vesztette, a robbanásban további két ember meghalt a földön. Ez volt a legnagyobb számú áldozattal járó repülőesemény az Amerikai Egyesült Államok történetében.

## Kivizsgálás
A kivizsgálás megállapította, hogy a repülőgép már a felszállást követően megkezdte a hossztengelyű forgást, az egyes számú hajtómű leszakadt tartókonzoljáról és a szárnyfél felső felületén át elhagyta azt a repülőgép. A hajtómű helyén annak hidraulikarendszeréből hidraulikafolyadék kezdett ömleni a szabadba, ami a szárnyfél orrsegédszárnyát működésképtelenné tette, egy 90 cm hosszú szakaszon megsértve azt. A bal szárnyfél túlterhelése miatt irányíthatatlan mozgásba kezdett a külső orrsegédszárnyrész. Ahogy a repülőgép emelkedésbe kezdett, a hajtóművét vesztett bal szárnyfél átesett orrsegédszárnya miatt, a jobb szárnyfélé pedig, mivel annak orrsegédszárnya kieresztve maradt és hajtóműve maximális felszállási teljesítményen üzemelt. A repülőgép rendkívül zavaró és kiegyensúlyozatlan aerodinamikai sajátosságai miatt a repülőgép bal irányú fordulóba kezdett, az orsózó mozgással már részlegesen átfordulva elérte a 112 fokos szöget. Erős süllyedésbe kezdett, majd becsapódott egy utánfutókat tároló nyílt területre, a futópálya utáni területen. A repülőgép elvesztését az American Airlines légitársaság karbantartási eljárásainak hibája miatt kialakult hajtóműkonzol-repedés során bekövetkezett hajtóművesztés okozta.
Noha a nyomozás a karbantartási eljárásokat nevezte meg fő oknak a tragédia bekövetkezéséhez, és nem a repülőgéptípus tervezését és kialakítását, a Szövetségi Légügyi Hivatal balesettel együttjáró repüléstilalma újabb negatív előítéleteket táplált a típussal szemben, melyek újabb, más jellegű repülőeseményeket idéztek elő. A katasztrófa utáni vizsgálatok több DC–10-esen találtak hasonló problémákat, amelyek szintén hibás karbantartási eljárásokból eredtek. Ezek javítását és az eljárások módosítását követően a típus több évtizedes utasszállítói karriert tud maga mögött, kiegészítve teherszállító feladatokkal is.

## Fordítás
- Ez a szócikk részben vagy egészben  az   American Airlines Flight 191 című angol Wikipédia-szócikk ezen változatának fordításán alapul.  Az eredeti cikk szerkesztőit annak laptörténete sorolja fel. Ez a jelzés csupán a megfogalmazás eredetét és a szerzői jogokat jelzi, nem szolgál a cikkben szereplő információk forrásmegjelöléseként.